# Van der Marssche
Het geslacht Van der Marssche (ook wel geschreven als Van der Marsche of Ten Merss) was vanuit de middeleeuwen een van de voornaamste families in Zutphen en vanaf de vijftiende eeuw ook in Zwolle.
De wortels van het geslacht Van der Marssche komen uit het graafschap Zutphen. De familie Van der Marssche voerde al in de middeleeuwen net als de geslachten Vieracker, Van der Voorst, Van den Dam en Van Deutichem uit het graafschap Zutphen, het ankerkruis als wapen.

## Bezittingen

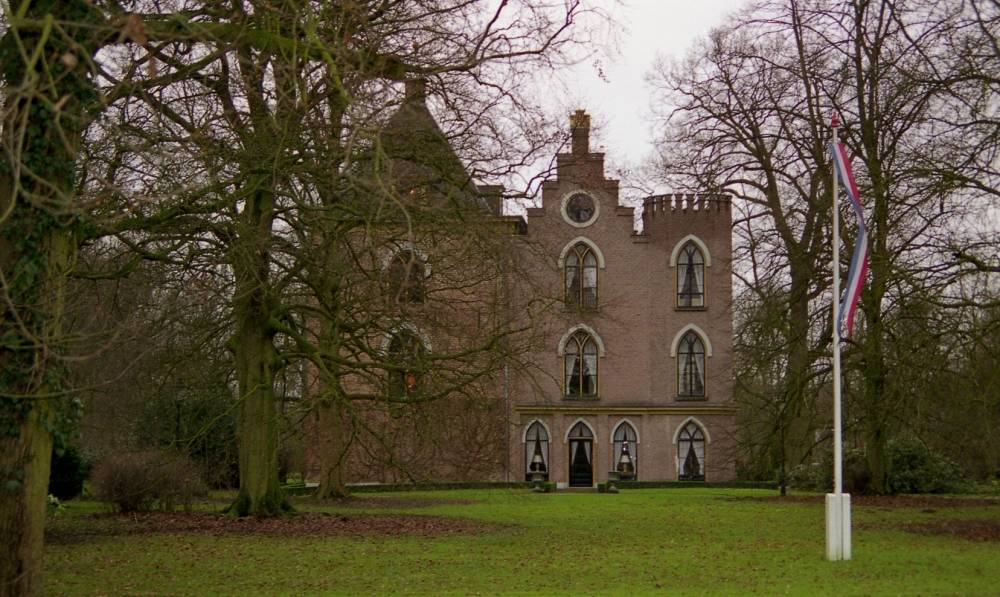
Kasteel Hindersteyn bij Langbroek.

Tot de bezittingen van de familie Van der Marssche behoorden meerdere huizen en landgoederen in Zwolle en omgeving alsmede in Utrecht, zoals:

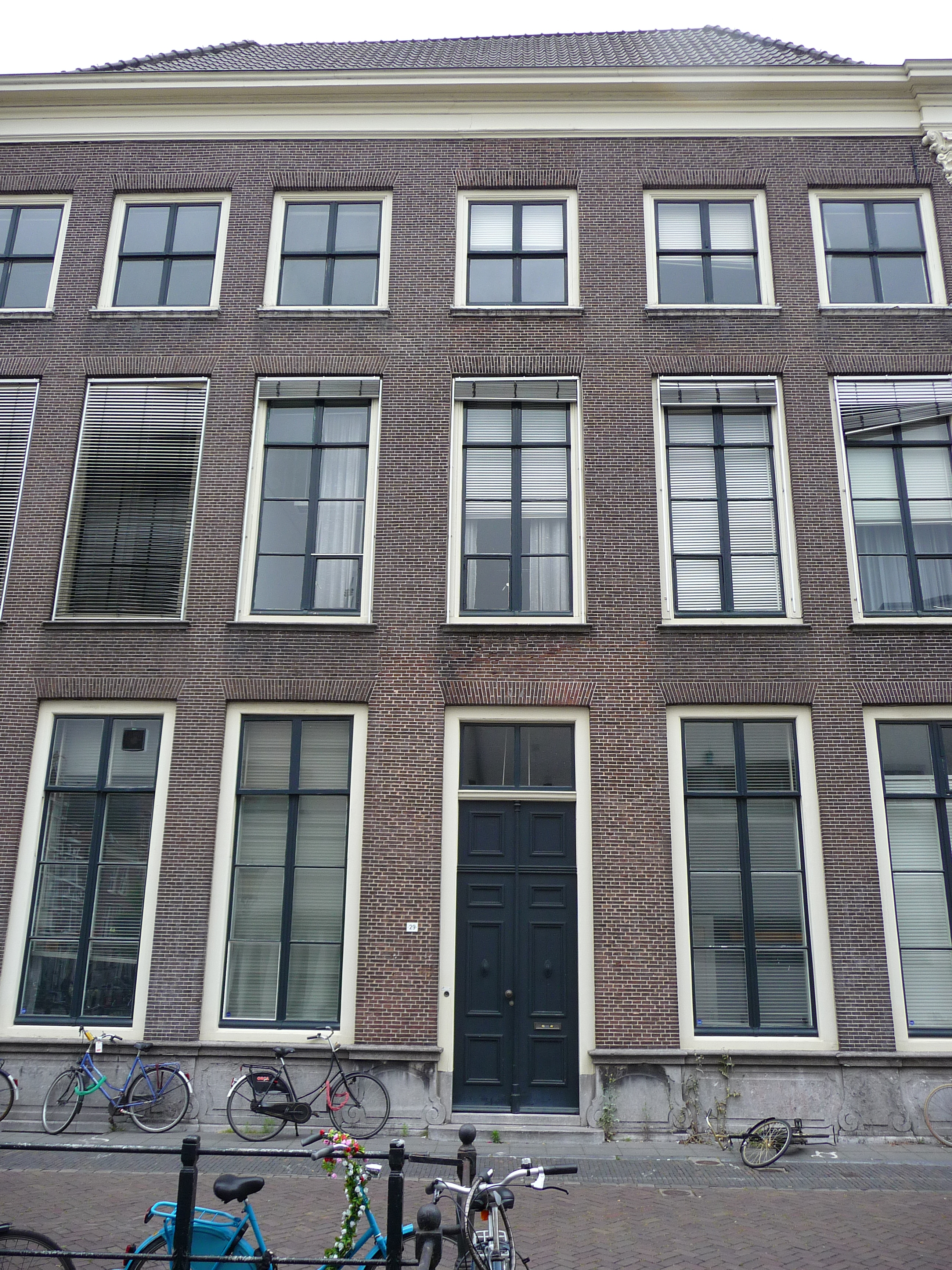
Drift 29.

- Kasteel Hindersteyn bij Langbroek, sinds 1626 (vermeld in de Gaasbeekse leenakten)
- Het goed Scherpensele bij Olst
- Het goed Wengele
- Landgoed Wengevelde bij Wijhe
- Een huis aan de Drift 29 (voorheen Nieuwe Gracht bij de Wittevrouwenbrug), Utrecht (nu onderdeel van de universiteitsbibliotheek in Utrecht).
- Een huis aan de Nieuwegracht 18 in Utrecht.

Ze hadden diverse belangrijke posities als schepenen en burgemeesters van Zwolle en als dienstmannen (ministeriales) van de bisschop van Utrecht.

## Bekende telgen van Van der Marssche
Enkele telgen uit het geslacht Van der Marssche zijn:

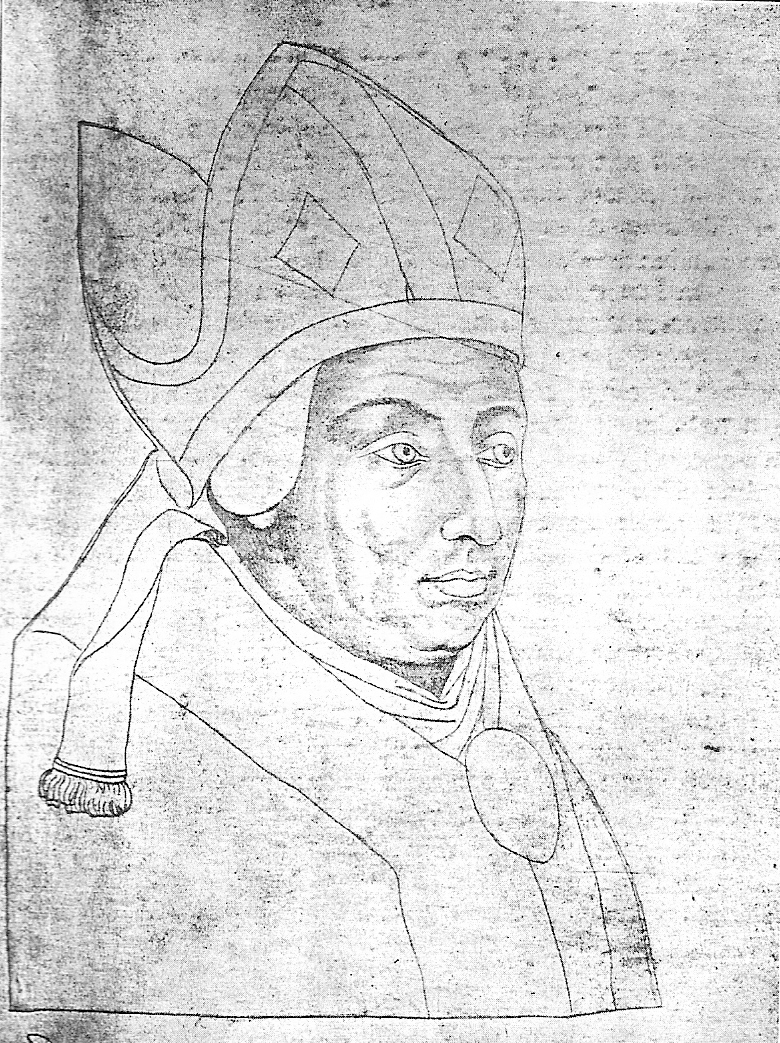
David van Bourgondië, 1427-1496, prins-bisschop van Utrecht van 1456-1496.

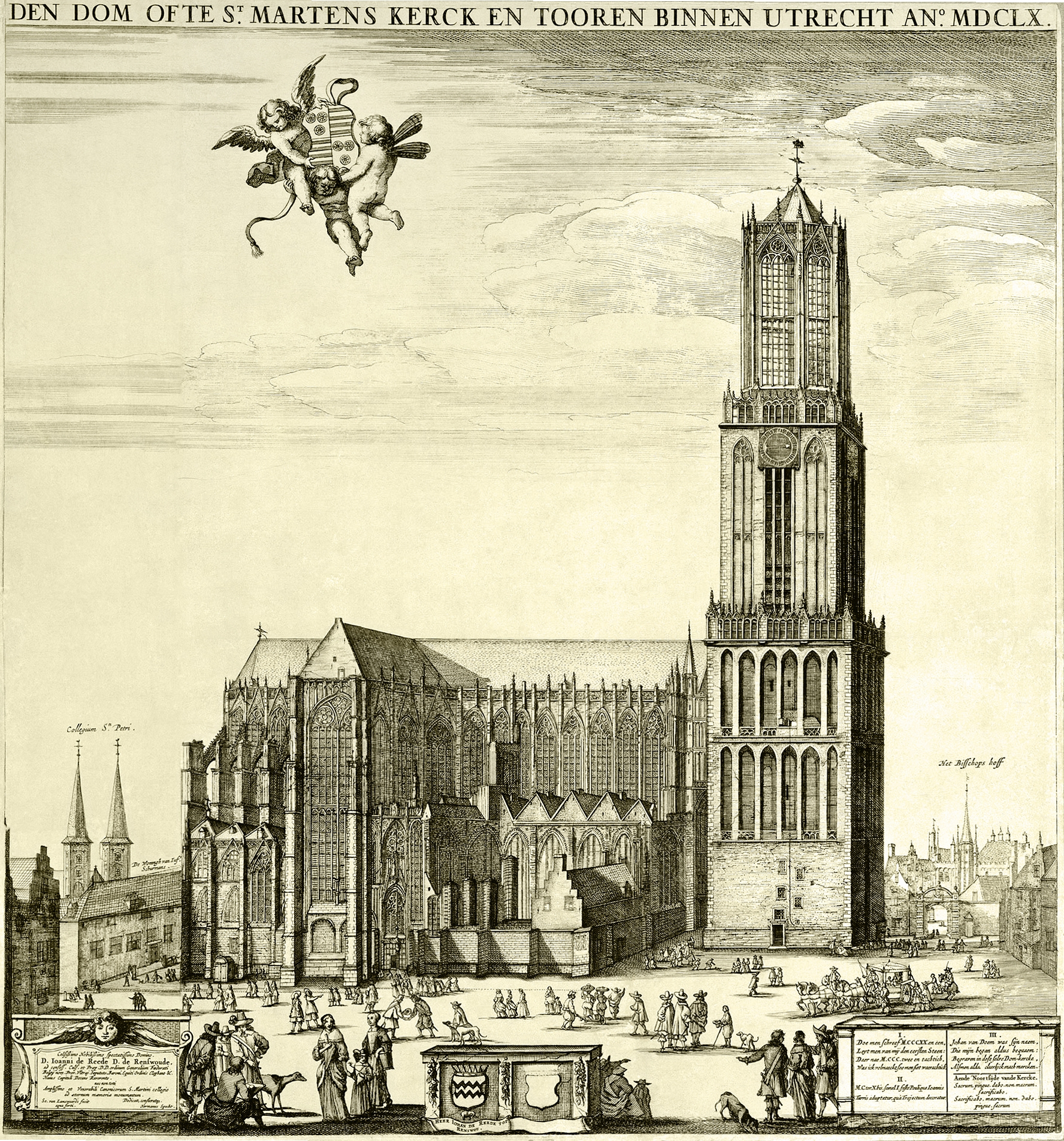
De Dom vanuit het noorden in 1660, vóór de instorting van het schip. Ets door Steven van Lamsweerde.

- Herman ten Merss, in 1378 beleend met “die Merss en al syn tobehoren” (later kasteel de Marsch, Zutphen)
- Gerrit van der Marsche, in 1442 gehuwd met Geertruyd Grauwert. Hij voert het ankerkruis in zijn wapen.
- Herman Bitter van der Marssche, 1435-1502, dienstman van de bisschop van Utrecht vanaf 29-12-1467, gehuwd met (1) Nelle Comans, in 1488 met (2) Katherine N.N..
- Bitter I Hermansz van der Marssche, ca. 1455-1532, dienstman vanaf 4-10-1477 van David van Bourgondië, prins-bisschop van Utrecht. Bitter I was gehuwd met Elisabeth ten Bussche.
- Johan Bitter II ter Mersche, ca. 1480- ca. 1551, gehuwd met Johanna van der Bussche.
- Johan I (Jan) van der Marssche, 1500- vóór 1542, schepen, camener, en burgemeester in Zwolle, gehuwd met Aleid van Schroeijenstein.
- Bitter II van der Marssche, 1526-1587/88, jonker, camener van de bisschop, scheidman, schepen en burgemeester van Zwolle van 1555-1587, gehuwd met Josina Zoudenbalch, jonkvrouw. Josina Zoudenbalch was de dochter van Johan Zoudenbalch (1503-1558), ridder, en Johanna Rutgersdr van den Boetzelaer tot Asperen (ca. 1508-1586). Josina Zoudenbalch is begraven in de Domkerk in Utrecht.
- Evert van der Marssche, (1585-1642), zoon van Bitter II van der Marssche, gehuwd met (1) Cornelia van Zuijlen van Nijevelt, (2) Catharina Proeijs, (3) Elisabeth Aleid van der Boeije, jonkvrouw, dochter van Arnold van der Boeije, geridderd in 1592 door Keizer Rudolf II, en Elisabeth van Baerle. Arnold van der Boeije was net als zijn vader rekenmeester geweest voor de Gelderse gebieden van de Spaanse Nederlanden. Evert van der Marssche trouwde met (4) Beatrix de Waell van Vronesteijn.
- Cornelis Aernout van der Marssche, 1628-1677, gehuwd in 1652 met Françoise Margerita van Weede (1638-1695), jonkvrouw, lid van de familie Van Weede. Cornelis Aernout was de zoon van Evert van der Marssche en Elisabeth Aleid van der Boeije (Boije), jonkvrouw. Françoise Margerita was de dochter van François van Weede (1605-1646) en Mechteld Françoise van Amerongen (?-1648), jonkvrouw.

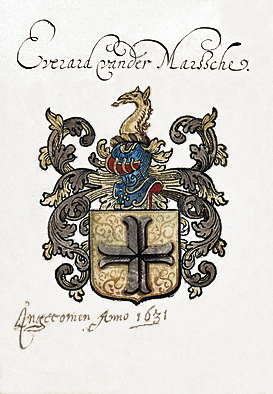
Wapen Evert (Everard) van der Marssche, 1631.

## Wapen van het geslacht Van der Marssche
De verschillende wapens van het geslacht Van der Marssche door de eeuwen heen waren altijd voorzien van een schild met daarop een zwart ankerkruis. Zo wordt in de Nederlandsche Leeuw vermeld dat Gerrit van der Marsche een wapen had met een ankerkruis (1442). Jacobus Craandijk schrijft in 1876:
Het kasteel Ampsen, Lochem, ... werd omstreeks de helft der 17e eeuw gesticht en onderging later herhaaldelijk veranderingen. Het oude slot stond ook niet op deze plaats, maar een tien minuten verder, niet ver van de tegenwoordige boerderij Ouden Ampsen, die er den naam nog van in herinnering houdt. Het goed was eens een vrij, eigen goed welks Heeren reeds in 1103 worden genoemd. Zij schijnen behoord te hebben tot een uitgebreide familie van vrije grondbezitters, die, sedert in verschillende takken gesplitst en onder verschillende namen bekend, door het ankerkruis, dat zij in hun wapen voeren, als waarschijnlijk uit éénen stam gesproten zijn te herkennen. De geslachten van der Marsche, Vieracker, van der Voorst, van den Dam, van Deutichem, allen in deze omtrek van ouds gegoed, voeren even als de Ampsen het ankerkruis.
Het schild met een zwart ankerkruis is ook afgebeeld op het 18e-eeuws Van der Capellen wapentableau in kasteel Ammersoyen. Hierop staan alle wapens van de geslachten die door huwelijk aan het geslacht Van der Capellen verbonden zijn (Van der Marsche, nr. 54).
Het wapen van Johan I van der Marssche, burgemeester van Zwolle, wordt genoemd in Bijdragen tot de geschiedenis van Overijssel, onder het hoofdstuk "Beeckers van de burgemeesteren":
3. Een silveren beecker van Johan van der Marssche de Ao 1540 (Ao 1662 tot kandelers gebruickt, daerop het wapen ende naem van der Marsche weder geteijckent is, heeft gewogen 31 ¼ loot.), (p. 340).
In hetzelfde boek wordt op p. 343 ook de beker van Bitter II van der Marssche, burgemeester van Zwolle, genoemd:
36. Een silveren ende vergulden beecker van Bitter van der Marssch Ao 1587, (p. 343).
Het wapen van Evert van der Marssche is in 1631 opgenomen in het wapenboek van het St. Bartholomeus Gasthuis te Utrecht. Ook hij voerde het schild met ankerkruis.